# Уайт, Корнелиус
Корнелиус Уайт (англ. Cornelius White; род. 30 ноября 1981, Хьюстон, Техас, США) — американский боксёр-профессионал, выступающий в полутяжёлой весовой категории. Чемпион США по версии USBA (2015—н. в.).

## Профессиональная карьера

#### Бой с Дмитрием Сухотским
14 июля 2012 в бою за интернациональный титул IBF встретился с Дмитрием Сухотским. Уайт победил единогласным решением судей.

#### Претендентский бой с Сергеем Ковалёвым
14 июня 2013 года Уайт в бою за звание обязательного претендента по версии IBF вышел на ринг против Сергея Ковалёва. Ковалёв владел заметными преимуществом в первых двух раундах, а в третьем, после трех нокдаунов Уайта, рефери остановил бой, зафиксировав победу российского боксера техническим нокаутом. После боя Уайт сказал: « Ударная мощь Ковалёва – это что-то невероятное. Никогда не испытывал ничего подобного, хотя дрался и с тяжами, и даже с супертяжеловесами. У него кулаки не из камня даже, а скорее из стали».

#### Бой с Томасом Уильямсом-младшим
24 января 2014 года Уайт в бою за титул WBO NABO встретился с непобежденным Томасом Уильямсом-младшим. Все события противостояния уместились в зрелищную стартовую трёхминутку: сначала Уильямс отправил Уайта в нокдаун, потом побывал на настиле ринга сам, но в итоге всё равно добился своего и завершил встречу до гонга на первый перерыв, уронив соперника ещё раз.

#### Бой с  Маркусом Брауном
В андеркарте чтобы Крис Алгиери против Амира хана, Браун, 15-0, получил повестку в суд от арбитра за удар белый с перерывом в четвёртом раунде, вызвав перерыв в действии. В-пятых, оба боксера упали на холст. Браун был быстрее руки и outworked тем медленнее белые в большинстве раундов, которые двигались достаточно хорошо, чтобы выстоять все десять раундов, но был в режиме выживания последних трех турах. Браун провел десять раундов впервые.

#### Бой с Маркусом Оливейра
17 октября 2015 года в бою за титул чемпиона США по версии USBA встретился с бывшим претендентом на титул чемпиона мира Маркусом Оливейра. Решением большинства судей победу одержал Уайт.

#### Бой с Чедом Доусоном
16 апреля 2016 года Уайт встретился с бывшим чемпионом мира Чедом Доусоном. Исход боя был предрешён в четвёртом раунде: Чед потряс визави ударом справа в висок, оттеснил к канатам и там разрядил безответную серию, вынудившую рефери прекратить встречу, не обращая внимания на протесты потерпевшего.